# La Sainte Famille à l'agneau
La Sainte Famille à l'agneau (en italien Sacra Famiglia con l'agnello)  est une peinture religieuse de Raphaël. Le tableau est actuellement conservé au Musée du Prado à Madrid (Espagne).
Le tableau est daté et signé sur l'ourlet de l'habit de la Vierge au niveau de son sein droit RAPHAEL VRBINAS (lire URBINAS) MDVII.

## Histoire
Le tableau, dont les premières informations connues le situaient à la collection Falconieri à Rome, passa probablement au cours du XVIIIe siècle à  l'Escurial, pour rejoindre finalement en 1837 les collections royales espagnoles du musée du Prado.
Il existe un dessin préparatoire à l'Ashmolean Museum d'Oxford. L'œuvre eut certainement un réel succès comme en témoignent les nombreuses copies anciennes.

## Thème
Conformément à l'iconographie chrétienne de la Sainte Famille, le tableau représente Marie et  l'Enfant Jésus accompagnée de Joseph. Un agneau figure en symbole de la Passion future de Christ et celui-ci, enfant joue avec lui comme avec le jeune saint Jean-Baptiste d'autres représentations.

## Description
Les tableaux de Raphaël se caractérisent par des lignes très délicates et douces. La composition adopte une diagonale des œuvres de Léonard de Vinci. Au sommet saint Joseph appuyé sur un bâton regarde fermement l'Enfant Jésus assis sur un mouton en bas à gauche, tandis que la Vierge esquisse l'intention de le prendre en s'abaissant.
Les personnages saints sont tous pieds nus et Jésus et Marie porte une auréole discrète, elliptique très aplatie. Pour mettre en évidence les protagonistes, l'artiste peint Marie, Joseph, l’enfant Jésus et le petit agneau de manière très grande, ce qui leur permet d'occuper la place principale du tableau.
L'arrière-plan est composé d'un paysage champestre parsemé de collines, d'arbrisseaux et de quelques édifices qui se perdent au loin dans un fond clair sous un ciel bleu.

## Analyse
L'agneau est le symbole du sacrifice du Christ, présent dans d'autres peintures similaires comme La Vierge, l'Enfant Jésus et sainte Anne de Léonard de Vinci.
Raphaël s'inspire du style de Léonard par l'articulation de la composition et les espèces botaniques au premier plan mais s'en différencie par quelques particularités en conférant un plus grand dynamisme à l'ensemble ainsi qu'une maturité plus accomplie dans la gestuelle, les regards, les attitudes. À ce propos, on voit que le but du tableau est celui de mettre en valeur l’amour familial et la nature humaine du Christ: même si le nimbe, l’auréole qu’il porte sur la tête, et l’agneau, qui préfigure son sacrifice, soulignent sa nature divine, le peintre veut le montrer ici comme un fils, qui a encore besoin du soutien de sa mère. La Vierge Marie soutient le Christ par les mains et le protège comme chaque mère protège son fils. Raphaël  souligne ainsi des gestes quotidiens, les mains et les regards, qui exaltent l’amour familial.
L'emploi de couleurs riches et brillantes, donnent un sens plastique et monumental aux personnages.

## Sources
- (it) Cet article est partiellement ou en totalité issu de l’article de Wikipédia en italien intitulé « Sacra Famiglia con l'agnello » (voir la liste des auteurs).